# Sirop

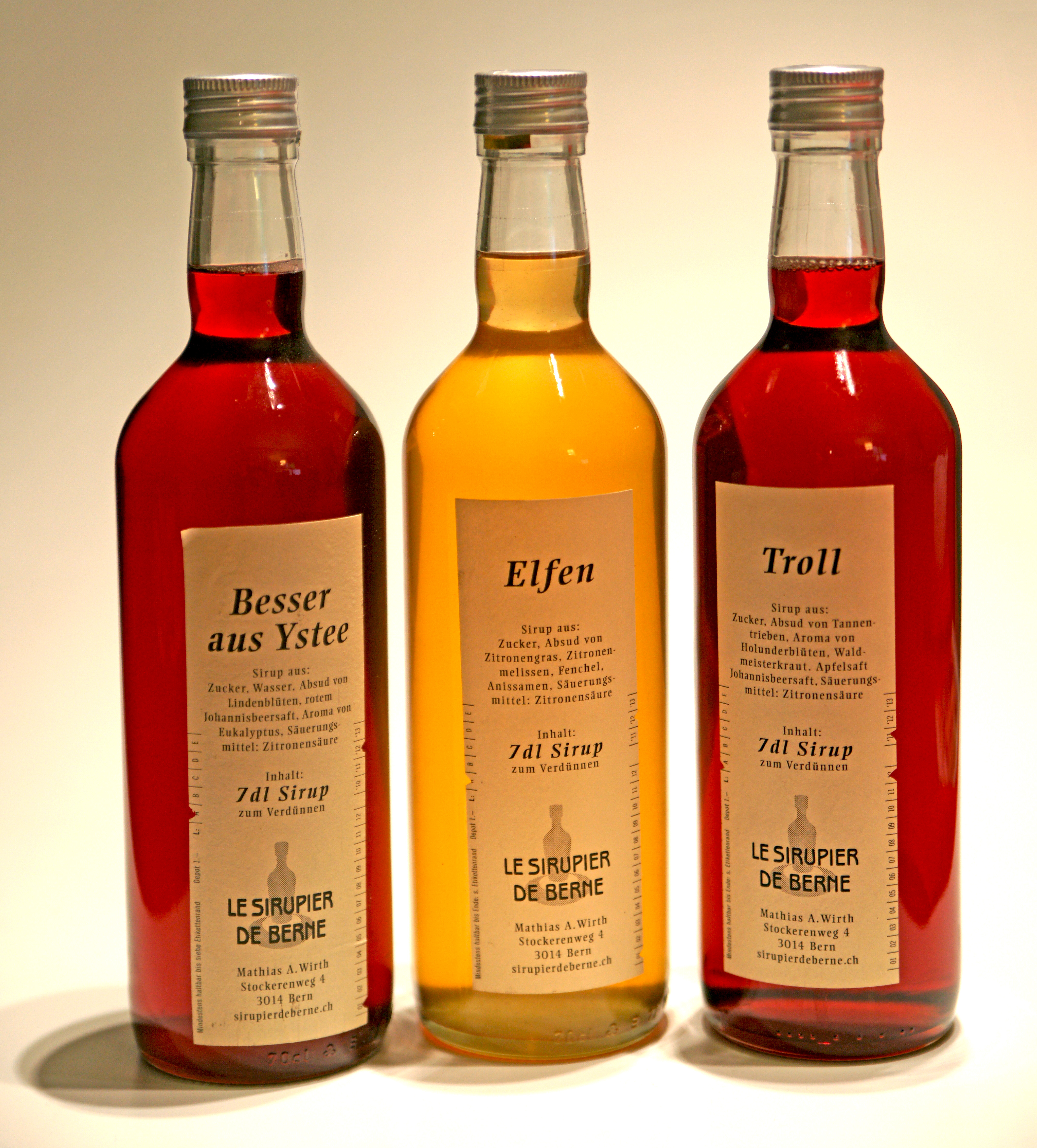
Sticle cu siropuri

Un sirop (din latină sirupus) este o soluție cu viscozitate ridicată, obținută de obicei din apă sau un suc și un procent mare de zahăr. Poate fi utilizat ca băutură răcoritoare sau ca preparat farmaceutic.

## Uz farmaceutic
Siropurile pentru uz farmaceutic sunt soluții concentrate de zahăr în apă sau în alte lichide, care conțin una sau mai multe substanțe medicamentoase și excipienți corespunzători. Adesea, acestea prezintă aromatizant și colorat, pentru îmbunătățirea complianței. Unele forme pot necesita adăugare de agent antimicrobian. Se păstrează în locuri lipsite de umiditate și se pretează foarte bine pentru uz la copii.
Tipuri de siropuri utilizate în tehnica farmaceutică:
- Sirop simplu (85% zaharoză în apă purificată), poate fi utilizat ca bază pentru obținerea altor siropuri
- Siropuri aromatice (cu extract de coajă de portocale, cu pulbere de cacao, etc)